# Олег Моргун
Олег Моргун (на украински: Олег Анатолійович Моргун) е бивш украински футболен вратар. Най-известен като част от състава на Етър (Велико Търново) от 1991 г., както и като дългогодишен страж на Ворскла (Полтава).

## Кариера
Моргун започва кариерата си в тима на Таврия (Симферопол) през 1981 г. През 1984 г. става титулярен вратар на тима в Първа лига на СССР. Следващата година преминава в тима на ФШМ Москва, но скоро е повикан в армията. Играе за дублиращия тим на ЦСКА Москва, преди да бъде преместен в СКА Одеса. През 1987 г. е част от Шахтьор (Донецк), но не записва нито един мач за „миньорите“. До разпадането на Съветския съюз играе за Ворскла (Полтава), ставайки неизменен титуляр за тима от Втора съветска лига.
През лятото на 1991 г. е привлечен от шампиона на България по това време Етър. Под ръководството на Георги Василев изиграва два много силни сезона. Пази и в дебюта на Етър в Европейските клубни турнири - в двата мача с Кайзерслаутерн, завършили 0:2 и 1:1.
През 1993 г. преминава в Левски. Започва сезона като титуляр, но допускайки груби грешки в двубоя с Глазгоу Рейнджърс в Шампионска лига, Моргун не успява да се наложи в тима на „сините“. Олег записва едва 6 срещи в шампионата и пази предимно в турнира за Купата на България. През сезон 1993/94 става шампион и носител на купата на страната в състава на Левски. След като Здравко Здравков се завръща в тима, Моргун остава трети избор под рамката и през 1995 г. напуска.
През лятото на 1995 г., Моргун се завръща във Ворскла, където приключва кариерата си като резервен страж.
След приключване на състезателната си кариера започва да учи за футболен треньор. Първоначално е помощник-треньор, след което през сезон 2002/03 ръководството на клуба му поверява позицията треньор на резервния отбор на „Ворскла“. През лятото на 2003 г. старши треньора на основния отбор е уволнен и на Олег Моргун е възложен временно треньорския пост. Под негово ръководство Ворскла изиграва само един мач. След назначаването на титуляр на поста започва да преподава на деца в Младежкото спортно училище.